# Icon (álbum de Paradise Lost)
Icon es el cuarto álbum de Paradise Lost. Marca la partida del grupo de todo elemento asociable al Death metal. En primer lugar, la voz de Nick Holmes deja de ser gutural y pasa a ser melódica y raspada, muchas veces confundida con la del vocalista de Metallica, James Hetfield. Pese a los sesgos de Thrash metal, la música sigue siendo lenta, aun muy marcada por el Metal gótico y Doom Metal.
La canción Christendom vuelve un poco al sonido de Gothic, añadiendo voces femeninas angelicales y una atmósfera más etérea, que luego sería influencia directa en bandas como Lacuna Coil.

## Lista de canciones
1. "Embers Fire" – 4:44
2. "Remembrance" – 3:26
3. "Forging Sympathy" – 4:43
4. "Joys of the Emptiness" – 3:29
5. "Dying Freedom" – 3:43
6. "Widow" – 3:04
7. "Colossal Rains" – 4:35
8. "Weeping Words" – 3:50
9. "Poison" – 3:00
10. "True Belief" – 4:30
11. "Shallow Seasons" – 4:55
12. "Christendom" – 4:30
13. "Deus Misereatur" – 1:57

- Canciones adicionales del relanzamiento del disco (originalmente contenidas en el EP Seals the Sense)

1. "Sweetness" – 4:50
2. "Your Hand in Mine (live)" – 6:40

## Créditos
- Nick Holmes - Voz
- Gregor Mackintosh - Guitarra líder
- Aaron Aedy - Guitarra rítmica
- Steve Edmondson - Bajo
- Matthew Archer - Batería

- Datos: Q1656456